# Lista de prêmios e indicações recebidos por Taeyang
Esta é uma lista de prêmios e indicações recebidos pelo cantor e compositor sul-coreano Taeyang, que consiste em 27 prêmios vencidos de 46 indicações. Em 2008 ele lançou seu extended play (EP) de estreia intitulado Hot, que lhe rendeu no ano seguinte o prêmio de Melhor Álbum de R&B/Soul no Korean Music Awards. Adicionalmente, o single "Only Look at Me" retirado do EP, venceu as categorias de Melhor Canção de R&B/Soul na supracitada premiação e de Canção do Ano no Naver Music Awards de 2008. O single também foi indicado nas categorias de  Melhor performance de Balada/R&B e Melhor Artista Masculino para Taeyang no mesmo ano. Em 2010 ele lançou Solar, seu primeiro álbum de estúdio, que recebeu uma indicação de Álbum do Ano e o prêmio de Melhor Artista Masculino pelo single "I'll Be There" no Mnet Asian Music Awards.
Em 2014, Taeyang lançou Rise, seu segundo álbum de estúdio, o mesmo venceu a categoria de Top 10 Álbuns no Bugs Music Awards e Naver Ranking Anual. Adicionalmente, Rise foi indicado ao prêmio de Melhor Álbum no Melon Music Awards do mesmo ano. O single "Eyes, Nose, Lips" retirado do álbum, tornou-se um sucesso comercial e de crítica, levando-o a vencer os prêmios de Canção do Ano no Golden Disc Awards, Melon Music Awards e Mnet Asian Music Awards.
Taeyang é um dos artistas que mais venceu o prêmio de Melhor Artista Masculino no Mnet Asian Music Awards e possui ainda 26 vitórias nos programas de música sul-coreanos.

## Prêmios coreanos

### Bugs Music Awards
O Bugs Music Awards é realizado anualmente pelo site de música online Bugs, os vencedores são escolhidos através de votação online.
| Ano  | Indicado           | Prêmio                   | Resultado | Ref.  |
| ---- | ------------------ | ------------------------ | --------- | ----- |
| 2014 | "Eyes, Nose, Lips" | Top 10 Canções           | Venceu    | [ 1 ] |
| 2014 | Rise               | Top 10 Álbuns            | Venceu    | [ 1 ] |
| 2014 | Taeyang            | Melhor Artista Masculino | Venceu    | [ 1 ] |

### Channel [V] Asia
Lista anual realizada pela emissora de televisão Channel V.
| Ano  | Indicado           | Prêmio                                    | Resultado | Ref.  |
| ---- | ------------------ | ----------------------------------------- | --------- | ----- |
| 2014 | "Eyes, Nose, Lips" | 15 Melhores Canções de K-pop de 2014 (#1) | Venceu    | [ 2 ] |

### Gaon Chart Awards
O Gaon Chart Awards é uma premiação anual realizada desde 2012 pela Gaon, que foi estabelecida como a parada oficial da Coreia do Sul em janeiro de 2010.
| Ano  | Indicado           | Prêmio                       | Resultado | Ref.  |
| ---- | ------------------ | ---------------------------- | --------- | ----- |
| 2014 | "Eyes, Nose, Lips" | Canção do Mês (Junho)        | Venceu    | [ 3 ] |
| 2014 | Rise               | Melhor venda do 2° trimestre | Indicado  | [ 3 ] |

### Golden Disc Awards
O Golden Disc Awards (nomeado anteriormente como Golden Disk Awards) é uma premiação anual estabelecida em 1986 pela Music Industry Association of Korea (MIAK), e premia os destaques do ano anterior na indústria musical.
| Ano  | Indicado           | Prêmio                          | Resultado | Ref.  |
| ---- | ------------------ | ------------------------------- | --------- | ----- |
| 2015 | "Eyes, Nose, Lips" | Daesang Digital (Canção do Ano) | Venceu    | [ 4 ] |
| 2015 | Taeyang            | Bonsang Digital                 | Venceu    | [ 4 ] |
| 2018 | White Night        | Disc Daesang                    | Indicado  | [ 5 ] |
| 2018 | Taeyang            | Prêmio de Popularidade          | Indicado  | [ 5 ] |

### Korean Music Awards
O Korean Music Awards teve sua primeira edição em 2004, é uma premiação anual onde seus vencedores são decididos por um grupo de profissionais da indústria.
| Ano  | Indicado          | Prêmio                                         | Resultado | Ref.  |
| ---- | ----------------- | ---------------------------------------------- | --------- | ----- |
| 2009 | "Only Look at Me" | Melhor Canção de R&B/Soul                      | Venceu    | [ 6 ] |
| 2009 | Hot               | Melhor Álbum de R&B/Soul                       | Venceu    | [ 6 ] |
| 2011 | Taeyang           | Escolha do Internauta: Músico Masculino do Ano | Venceu    | [ 7 ] |

### Korean Popular Culture & Art Awards
O Korean Popular Culture & Art Awards premia todos os anos, as personalidades que contribuíram para a cultura pop contemporânea.
| Ano  | Indicado | Prêmio                                        | Resultado | Ref.  |
| ---- | -------- | --------------------------------------------- | --------- | ----- |
| 2010 | Taeyang  | Recomendação do Ministro da Cultura e Turismo | Venceu    | [ 8 ] |

### MBN Awards
| Ano  | Indicado | Prêmio       | Resultado | Ref.  |
| ---- | -------- | ------------ | --------- | ----- |
| 2014 | Rise     | Melhor Álbum | Venceu    | [ 9 ] |

### Melon Music Awards
O Melon Music Awards foi estabelecido em 2009 e seu critério para premiar os vencedores, ocorre pelo cálculo de vendas digitais e votação online. O prêmio Daesang (grande prêmio) é equivalente as categorias de Artista do Ano, Canção do Ano e Álbum do Ano. O prêmio Bonsang (prêmio principal) é dado aos 10 melhores artistas, com base nos critérios acima somado a escolha de um grupo de juízes.
| Ano  | Indicado                    | Prêmio                             | Resultado | Ref.          |
| ---- | --------------------------- | ---------------------------------- | --------- | ------------- |
| 2014 | Taeyang                     | Top 10                             | Venceu    | [ 10 ] [ 11 ] |
| 2014 | "Eyes, Nose, Lips"          | Melhor R&B/Soul                    | Indicado  | [ 10 ] [ 11 ] |
| 2014 | "Eyes, Nose, Lips"          | Canção do Ano                      | Venceu    | [ 10 ] [ 11 ] |
| 2014 | Taeyang                     | Artista do Ano                     | Indicado  | [ 10 ] [ 11 ] |
| 2014 | Rise                        | Álbum do Ano                       | Indicado  | [ 10 ] [ 11 ] |
| 2015 | Infinite Challenge Festival | Prêmio de Tendência Quente de 2015 | Venceu    | [ 12 ]        |

### Melon Popularity Award
| Ano  | Indicado  | Prêmio                                  | Resultado | Ref.          |
| ---- | --------- | --------------------------------------- | --------- | ------------- |
| 2015 | "Mapsosa" | Prêmio de Popularidade (7 de setembro)  | Venceu    | [ 13 ] [ 14 ] |
| 2015 | "Mapsosa" | Prêmio de Popularidade (14 de setembro) | Venceu    | [ 13 ] [ 14 ] |
| 2015 | "Mapsosa" | Prêmio de Popularidade (21 de setembro) | Venceu    | [ 13 ] [ 14 ] |

### Mnet Asian Music Awards
O Mnet Asian Music Awards (abreviado como MAMA) e nomeado anteriormente como Mnet KM Music Festival (MKMF) entre os anos de 1999 a 2008, é uma das principais premiações de K-pop. É realizado anualmente pela Mnet. O prêmio Daesang (grande prêmio) é equivalente ao de Artista do Ano, Canção do Ano e Álbum do Ano.
| Ano  | Indicado           | Prêmio                              | Resultado | Ref.          |
| ---- | ------------------ | ----------------------------------- | --------- | ------------- |
| 2008 | "Only Look at Me"  | Melhor Artista Masculino            | Indicado  | [ 15 ]        |
| 2008 | "Only Look at Me"  | Melhor performance de Balada/R&B    | Indicado  | [ 15 ]        |
| 2008 | "Prayer"           | Melhor Vídeo Musical                | Indicado  | [ 15 ]        |
| 2010 | "I'll Be There"    | Melhor Artista Masculino            | Venceu    | [ 16 ] [ 17 ] |
| 2010 | "I'll Be There"    | Melhor Performance de Dança- Solo   | Indicado  | [ 16 ] [ 17 ] |
| 2010 | "I'll Be There"    | Melhor Vídeo Musical                | Indicado  | [ 16 ] [ 17 ] |
| 2010 | Solar              | Álbum do Ano                        | Indicado  | [ 16 ] [ 17 ] |
| 2014 | "Eyes, Nose, Lips" | Canção do Ano                       | Venceu    | [ 18 ]        |
| 2014 | "Eyes, Nose, Lips" | Melhor Performance Vocal- Masculino | Venceu    | [ 18 ]        |
| 2014 | Taeyang            | Melhor Artista Masculino            | Venceu    | [ 18 ]        |
| 2014 | Taeyang            | Artista do Ano                      | Indicado  | [ 18 ]        |

### Naver Music Awards
| Ano  | Indicado          | Prêmio        | Resultado |
| ---- | ----------------- | ------------- | --------- |
| 2008 | "Only Look at Me" | Canção do Ano | Venceu    |

### SBS Awards Festival
O SBS Gayo Daejeon é o maior programa de música transmitido todo fim de ano pela emissora SBS desde 1997. Prêmios foram entregues até o ano de 2007 e posteriormente em 2014 e 2015, como parte do SBS Awards Festival.
| Ano  | Indicado | Prêmio                   | Resultado | Ref.   |
| ---- | -------- | ------------------------ | --------- | ------ |
| 2014 | Taeyang  | Top 10 Artistas          | Venceu    | [ 19 ] |
| 2014 | Taeyang  | Melhor Solista Masculino | Venceu    | [ 19 ] |

### SBS MTV Best of the Best Awards
O SBS MTV Best of the Best Awards é uma premiação realizada pelo canal SBS MTV através de votação online, onde o público elege os melhores artistas do ano.
| Ano  | Indicado | Prêmio                   | Resultado | Ref.   |
| ---- | -------- | ------------------------ | --------- | ------ |
| 2013 | Taeyang  | Melhor Solista Masculino | Indicado  | [ 20 ] |
| 2014 | Taeyang  | Melhor Solista Masculino | Indicado  | [ 21 ] |
| 2014 | Taeyang  | Artista do Ano           | Indicado  | [ 21 ] |

### SBS PopAsia Awards
| Ano  | Indicado           | Prêmio              | Resultado | Ref.   |
| ---- | ------------------ | ------------------- | --------- | ------ |
| 2014 | Taeyang            | Melhor Artista Solo | Indicado  | [ 22 ] |
| 2014 | "Eyes, Nose, Lips" | Melhor Canção       | Venceu    | [ 22 ] |

### Style Icon Asia
O Style Icon Asia (anteriormente nomeado como Style Icon Awards) é uma premiação anual realizada desde 2008 na Coreia do Sul, para homenagear pessoas que estabeleceram novos paradigmas e tendências nos setores de moda, radiodifusão, cultura e artes.
| Ano  | Indicado | Prêmio                  | Resultado | Ref.   |
| ---- | -------- | ----------------------- | --------- | ------ |
| 2014 | Taeyang  | Top 50 Ícones de Estilo | Indicado  | [ 23 ] |

## Prêmios internacionais

### iF Design Award
O IF Design Award é uma das maiores premiações de design do mundo. Seus vencedores recebem um selo de excelência.
| Ano  | Indicado | Prêmio          | Resultado | Ref.          |
| ---- | -------- | --------------- | --------- | ------------- |
| 2016 | Rise     | Design de Álbum | Venceu    | [ 24 ] [ 25 ] |

### Myx Music Awards
O Myx Music Awards é uma premiação anual filipina, realizada através do canal de televisão a cabo Myx, a fim de premiar os maiores sucessos da indústria da música no país.
| Ano  | Indicado           | Prêmio                  | Resultado | Ref.   |
| ---- | ------------------ | ----------------------- | --------- | ------ |
| 2015 | "Eyes, Nose, Lips" | Video Favorito de K-pop | Indicado  | [ 26 ] |

### Red Dot Design Awards
O Red Dot Design Awards é uma premiação internacional anual de design, tendo sido estabelecida em 1955 pela Design Zentrum Nordrhein Westfalen na Alemanha.
| Ano  | Indicado | Prêmio                | Resultado | Ref.   |
| ---- | -------- | --------------------- | --------- | ------ |
| 2015 | Rise     | Design de Comunicação | Venceu    | [ 27 ] |

### Tudou Young Choice Awards
O Tudou Young Choice Awards é uma premiação criada pela plataforma de transmissão de vídeo da China, a Youku Tudou.
| Ano  | Indicado | Prêmio    | Resultado | Ref.   |
| ---- | -------- | --------- | --------- | ------ |
| 2014 | Taeyang  | Superstar | Venceu    | [ 28 ] |

### YinYuTai V-Chart Awards
O YinYuTai V-Chart Awards pertence ao maior site de música da China, o YinYueTai. Estabelecido em 2013, a premiação comtempla as conquistas de artistas na indústria da música.
| Ano  | Indicado | Prêmio                   | Resultado | Ref.   |
| ---- | -------- | ------------------------ | --------- | ------ |
| 2015 | Taeyang  | Melhor Artista Masculino | Venceu    | [ 29 ] |

## Vitórias em programas de música
Os programas de música da Coreia do Sul, são transmitidos semanalmente pelas emissoras de televisão do país e possuem um sistema próprio para premiar o artista e seu single como os vencedores da semana. Para receber uma tríplice coroa o single deve vencer durante um período de três semanas.
Taeyang possui cinco tríplices coroas.

### Music BankdaKBS
| Ano  | Data        | Canção                                         |
| ---- | ----------- | ---------------------------------------------- |
| 2008 | 7 de julho  | "Only Look at Me"                              |
| 2008 | 14 de julho | "Only Look at Me"                              |
| 2008 | 21 de julho | "Only Look at Me"                              |
| 2010 | 16 de julho | "I Need a Girl" (com participação de G-Dragon) |
| 2014 | 20 de junho | "Eyes, Nose, Lips"                             |

### InkigayodaSBS
| Ano  | Data           | Canção                                         |
| ---- | -------------- | ---------------------------------------------- |
| 2008 | 6 de julho     | "Only Look at Me"                              |
| 2008 | 13 de julho    | "Only Look at Me"                              |
| 2008 | 20 de julho    | "Only Look at Me"                              |
| 2010 | 18 de julho    | "I Need a Girl" (com participação de G-Dragon) |
| 2010 | 25 de julho    | "I Need a Girl" (com participação de G-Dragon) |
| 2013 | 24 de novembro | "Ringa Linga"                                  |
| 2014 | 15 de junho    | "Eyes, Nose, Lips"                             |
| 2014 | 22 de junho    | "Eyes, Nose, Lips"                             |
| 2014 | 6 de julho     | "Eyes, Nose, Lips"                             |
| 2014 | 30 de novembro | "Good Boy" (GD X Taeyang)                      |
| 2015 | 4 de janeiro   | "Good Boy" (GD X Taeyang)                      |

### M! CountdowndaMnet
| Ano  | Data          | Canção                                         |
| ---- | ------------- | ---------------------------------------------- |
| 2008 | 19 de junho   | "Only Look at Me"                              |
| 2008 | 26 de junho   | "Only Look at Me"                              |
| 2008 | 3 de julho    | "Only Look at Me"                              |
| 2010 | 8 de julho    | "I Need a Girl" (com participação de G-Dragon) |
| 2010 | 15 de julho   | "I Need a Girl" (com participação de G-Dragon) |
| 2010 | 2 de setembro | "I'll Be There"                                |
| 2014 | 12 de junho   | "Eyes, Nose, Lips"                             |
| 2014 | 19 de junho   | "Eyes, Nose, Lips"                             |
| 2014 | 3 de julho    | "Eyes, Nose, Lips"                             |

### Show! Music CoredaMBC
| Ano  | Data        | Canção             |
| ---- | ----------- | ------------------ |
| 2014 | 14 de junho | "Eyes, Nose, Lips" |